# Alveston
Alveston – wieś w Anglii, w hrabstwie ceremonialnym Gloucestershire, w dystrykcie (unitary authority) South Gloucestershire. Leży 37 km na południowy zachód od miasta Gloucester i 167 km na zachód od Londynu. W 2001 miejscowość liczyła 2353 mieszkańców.